# Manuel Machuca
Pour les articles homonymes, voir Machuca.
Manuel Machuca (né au Chili le 6 juin 1924 et mort le 26 février 1985) est un joueur de football chilien international, qui jouait en défenseur.

## Biographie
En club, Machuca a joué la plupart de sa carrière dans l'un des plus grands clubs chiliens dont il fut longtemps l'un des cadres, le Colo Colo.
Au niveau de sa carrière internationale, il joue en sélection avec le Chili, et participe notamment à la coupe du monde 1950 au Brésil, où les Chiliens sont éliminés dès le 1er tour.